# Fürst
Fürst ([fʏʁst]ⓘ plural Fürsten) es un título nobiliario germano traducido generalmente al español como príncipe.
El término se refiere al gobernante de un principado y se distingue del título del hijo de un monarca, el cual es llamado Prinz.

## Uso del título en alemán
El título Fürst(in) se usa para nombrar a la cabeza de las dinastías de origen germánico. El tratamiento es de "Fürst von + [origen geográfico de la dinastía]" o de "Fürst zu + [nombre del territorio que gobierna]". Una notable excepción es la familia real de Liechtenstein, la cual usa el título "...von und zu Liechtenstein".
El rango de quien posee el título no se determina por este, sino por factores como el grado de soberanía, el rango de su señor o la antigüedad de la dinastía (nótesen los términos Uradel, Briefadel, altfürstliche, neufürstliche de la nobleza germana).
Hoy en día, los gobernantes de Liechtenstein llevan el título de Fürst. Asimismo se usa en alemán al referirse al Príncipe de Mónaco. Los gobernantes hereditarios de los alguna vez Principados de Bulgaria, Serbia, Montenegro y Albania eran también denominados Fürst en alemán hasta que finalmente se convirtieron en reyes (en alemán: König).

## Otros usos en alemán
El término de Fürst se usa de manera general en alemán para denominar a gobernantes, sea este rey, duque o Fürst. Antes del siglo XII también se incluía a los condes al usar el término Fürst e inclusive a un Lord.
A los hijos de un Fürst se los llama en general Prinz (femenino Prinzessin), lo cual significa príncipe o infante en español, dependiendo de quien lo ostente. En la ópera La flauta mágica de Mozart, el príncipe Tamino se refiere a su padre como Fürst, mientras él siempre es denominado príncipe. Asimismo, las Tres Damas se refieren a su líder, la Reina de la Noche, como Fürstin. En algunas familias, todos sus miembros son llamados Fürst/Fürstin (Wrede) o Herzog/Herzogin (Anhalt, Baviera, Mecklenburgo, Oldenburgo, Sajonia y Wurtemberg).
Fürstbistum era durante el Sacro Imperio Romano Germánico hasta 1803 la designación para los territorios que se encontraban bajo el mando de un obispo que ejercía el gobierno como un príncipe.
Fürst es también un apellido alemán, húngaro y/o judío.

## Títulos derivados
Muchos títulos se derivan de Fürst:
- Reichsfürst (Príncipe del Imperio) es un príncipe reinante con poder de voto, cuyo territorio es parte del Sacro Imperio Romano Germánico. Un ''Reichsfürst puede ser un Rey, un Gran Duque, un Duque, un Margrave, un Graf, un Landgrave, un Reichsgraf, un príncipe nominal (Fürst), un Burgrave, un Freiherr, un Señor (en alemán: Herr), un Reichsritter o un Príncipe de la Iglesia.

- Kirchenfürst (Príncipe de la Iglesia) es un sacerdote con rango de príncipe.

- Landesfürst es un príncipe jefe de Estado de un Land, es decir, no sólo un príncipe titular. Un Land, al contrario de su significado actual de estado federado, es un ente político geográfico feudal, soberano o no, en unión personal bajo un monarca que gobierna, posiblemente bajo títulos diferentes, el territorio.

- Kurfürst (Principe elector) es un príncipe del Sacro Imperio Romano Germánico con un voto en la elección del Emperador. Esto los hacía solamente inferiores al Emperador en rango, sin importar el título que llevasen debido a sus territorios. Kur, antes Chur, se deriva de kur/küren, elegir.

- Großfürst (Gran Duque) es el soberano de un gran principado con un rango más alto que el de cualquier otro príncipe.

- Fürstprimas es un título raramente usado que designa al arzobispo que dirige una asamblea de príncipes seculares.